# 右江民族医学院
23°53′29″N 106°36′43″E / 23.891293°N 106.6118284°E
右江民族医学院，简称右医，是中华人民共和国的一所全日制公办医学类普通高等学校，位于广西壮族自治区百色市右江区；学校由广西壮族自治区人民政府举办，并接受广西壮族自治区教育厅主管。

## 校史沿革
1958年大跃进期间，中共百色地委决定成立百色高等医学专科学校。1962年8月，受到中共中央“调整、巩固、充实、提高”的八字方针的影响，百色医专被撤销，改建为中专百色地区卫生学校；1965年，学校升格为百色医学专科学校；1978年，该校升格为本科院校，并更名为右江民族医学院。2013年，中华人民共和国教育部批准右江民族医学院成为硕士学位授予单位，学校开始建立自己的研究生人才培养机制。

## 现状
右江民族医学院是广西壮族自治区的一所医学类高等院校，以培养合格的医师及护士为主要教学任务；有资格招收本科生、专科生、硕士研究生、留学生以及成人教育生。该校主要开设医学、药学专业，分布在校内基础医学院、临床医学院、护理学院、医学检验学院、成人教育学院、全科医学院、口腔医学院、医学影像学院、公共卫生与管理学院、国际语言文化教育学院等二级学院内。